# Latokari, Lokalax
Latokari är en ö i Finland. Den ligger i Skärgårdshavet och i kommunen Nystad i den ekonomiska regionen  Nystadsregionen i landskapet Egentliga Finland, i den sydvästra delen av landet. Ön ligger omkring 52 kilometer väster om Åbo och omkring 200 kilometer väster om Helsingfors.
Öns area är 10 hektar och dess största längd är 450 meter i nord-sydlig riktning. I omgivningarna runt Latokari växer i huvudsak barrskog.